# ラメ
ラメ（フランス語：Lamé）とは、金銀糸のほか、金属箔を施した糸、またはそれらの糸を織り込んだ織物の総称。
語源のフランス語「Lamé」には、刃（英語：blade）の意味のほかに薄板や箔の意味があり、そこから箔を施して金属のような光沢を持たせた糸をラメ糸と呼ぶようになった。さらに、ラメ糸を織り込んだ織物もラメ生地と呼ぶ。箔の施し方や糸の撚り方、織り方によってキラキラとした感じを出すものがあり、ここから微細な金属粉（ラメ粉）を表面塗装してキラキラ光るようにしたものも、ラメと呼ばれる。

## 織物
ラメ糸は、高級なものでは絹糸に、一般的なものではレーヨンやナイロン糸に金属箔を巻き付けて作る（現在は大量生産に向いた真空蒸着したものが主流）。織物の柄を構成する色の一つとして、また、刺繍糸として使われる。ラメ糸だけで布生地にしたものは光をよく反射して目立つので、舞台衣装などに使われることが多い。

## 塗料
キラキラした光沢を出すために使われる。同様のものとしては、雲母を使ったパール塗料があるが、ラメ塗料のほうがパール塗料より粒子が粗いため、よりキラキラとした感じを出すことができる。